# Fred Tissot
Fred Tissot (14 luglio 1995) è un calciatore francese nato a Tahiti, attaccante del Central Sport.

## Carriera

### Club
Ha sempre giocato nel campionato tahitiano.

### Nazionale
È stato convocato per la Coppa delle Nazioni oceaniane del 2016.